# JOY (ズボンドズボンのアルバム)
「JOY」（ジョイ）は、ズボンドズボンのミニアルバム。

## 概要
CDとDVDの2枚組。

## 収録曲

### CD
1. HOME
2. 決断アニバーサリー
3. 長い夜
4. シンプルイズム
5. チョコっとGive
6. ハッピーエンドじゃつまらない

### DVD
ビデオ・クリップ集
1. 陽
2. バランス
3. HOME